# Britisch-Schweizerische Handelskammer
Dieser Artikel wurde aufgrund inhaltlicher und/oder formaler Mängel auf der Qualitätssicherungsseite des Portals Wirtschaft eingetragen. 
Du kannst helfen, indem du die dort genannten Mängel beseitigst oder dich an der Diskussion beteiligst.
Die Britisch-Schweizerische Handelskammer (englisch The British-Swiss Chamber of Commerce (BSCC)) ist eine nicht gewinnorientierte Organisation mit Sitz in Zürich, die Wirtschaftsbeziehungen zwischen ihren Mitgliedern fördert. Sie hat über 750 Mitglieder, hauptsächlich in der Schweiz, Liechtenstein und im Vereinigten Königreich.
Die Handelskammer bietet eine Plattform, um einen Dialog zu etablieren und bietet ihren Mitgliedern die Chance, relevante Kontakte zu knüpfen. Mitglieder der Britisch-Schweizerischen Handelskammer sind sowohl Grossunternehmen als auch kleine und mittlere Unternehmen und Einzelpersonen. Die Mitglieder kommen aus allen wichtigen Wirtschaftssektoren.
Die Britisch-Schweizerische Handelskammer ist Mitglied des Rates der Britischen Handelskammern in Europa (englisch Council of British Chambers of Commerce in Europe (COBCOE)).

## Organisation
Die Britisch-Schweizerische Handelskammer wird von einem gewählten Präsidenten und einem Geschäftsführer geleitet. Der Schweizer Botschafter in London und der britische Botschafter in Bern sind ausserdem ehrenamtliche Präsidenten. Der Rat der BSCC besteht aus freiwilligen Vertretern von über 35 Mitgliedsunternehmen. Der Vorstand genehmigt die wichtigsten Entscheidungen.
Die Britisch-Schweizerische Handelskammer besteht aus acht lokalen Gruppen:
- Basel,
- Bern,
- Genf,
- Liechtenstein,
- Tessin,
- Zürich,
- Zentralschweiz und
- Vereinigten Königreich

und zwei Interessengruppen:
- Public Affairs Commission (PAC)[6]
- Legal & Tax

Alle zehn Gruppierungen organisieren regelmässig Veranstaltungen wie z. B. Workshops, Reden mit einflussreichen Persönlichkeiten als Sprecher und Exkursionen.

## Geschichte
Die Handelskammer wurde am 14. Juli 1920 in Bern gegründet. Schon 1922 konnte sie 320 Mitglieder verzeichnen.